# Kawanishi H8K
Le Kawanishi H8K (Emily) (二式大型飛行艇, Grand hydravion Type 2. 二式大艇, Nishiki Daitei, Nishiki Taitei) était un hydravion de la Marine impériale japonaise utilisé durant la Seconde Guerre mondiale pour des missions de patrouille maritime. La désignation alliée pour ce modèle était « Emily ». Il était aussi surnommé « Porc-épic » par les pilotes alliés, à cause de son puissant armement défensif.

## Conception et développement
Le H8K est destiné à remplacer l'hydravion Mavis. Il devait avoir un grand rayon d'action. En conséquence, un grand nombre de réservoirs fut prévu contenant 17 000 litres de carburant. Les réservoirs dans les ailes n'ont pas été protégés à la différence de ceux dans la coque. C'est une erreur de conception qui favorisera les avions américains.
Le premier prototype est achevé le 31 décembre 1940 et commence ses essais une semaine plus tard. Le premier prototype avait une tendance au marsouinage. Il est modifié pour y remédier.

### Versions
Le H8K a été construit à 167 exemplaires :
- H8K1 Modèle 11 : Cette version contient le prototype, deux avions de présérie et 14 exemplaires.
- H8K2 Modèle 12 : En 1942, quatre nouveaux moteurs plus puissants avec injection d'eau sont installés. L'armement est renforcé. Un radar, très inférieur à celui des Américains, est installé. 112 exemplaires sont construits.
- H8K3 Modèle 22 : En 1944, une version avec flotteurs rétractables est prévue. Deux prototypes sont construits.
- H8K4 Modèle 23 : Les deux prototypes précédents sont modifiés avec des moteurs plus puissants.
- H8K2-L Modèle 32 : De 1943 à 1945, une version de transport (Seiku (ciel dégagé) est construite à 36 exemplaires. Cette version possède deux ponts à l'intérieur de la coque et peut transporter jusqu'à 64 personnes. Une grande partie de l'armement défensif est enlevée.
- H8K4-L Modèle 33: Une version de transport du modèle H8K4 est prévue en 1945. Aucun exemplaire ne sera construit.

## Engagements opérationnels

Le trajet de l'opération K

Il fut principalement engagé comme patrouilleur maritime mais il participa aussi à l'opération K.

## Survivant
Un unique appareil existe encore. Il était au musée océanographique de Tokyo. Il a été donné à la force maritime d'autodéfense en 2004 et est depuis exposé au musée devant l'entrée de la base aérienne de Kanoya. (31°22'53.8"N 130°50'08.4"E)

## Médias
Dans la bande-dessinée de Buck Danny, "Les mystères de Midway" entre les planches 61 et 64, il est dessiné un hydravion de la Marine impériale japonaise qui patrouillait une zone, toutefois, il y est curieusement dessiné avec une double dérive en H, alors que cet hydravion était mono dérive. 